# Матип, Марвин
Марвин Жоб Матип (нем. Marvin Job Matip; 25 сентября 1985, Бохум, ФРГ) — камерунский футболист, защитник.

## Клубная карьера
Марвин начал заниматься футболом с 7 лет в составе клуба «Вейтмар 45» из пригорода Бохума. В 9 лет он перешёл в «Бохум», в котором прошёл через все юношеские и молодёжные команды.
В сезоне 2003/04 Матип дебютировал в резервной команде «Бохума». 23 октября 2004 года Марвин провёл свой первый матч в Бундеслиге против «Вольфсбурга».
Перед началом сезона 2005/06 Марвин перешёл в только что добившийся права выступать в Бундеслиге «Кёльн». Дебютировал в составе новой команды защитник в игре первого тура с «Майнцем». В первом сезоне сыграл за «Кёльн» 23 игры (все в стартовом составе) и забил 1 гол. По итогам сезона клуб вылетел во Вторую Бундеслигу, где провёл два года. Матип отыграл за это время 42 матча и по окончании сезона 2007/08 вместе с командой вернулся в Бундеслигу. На протяжении следующих двух сезонов Марвин стал все реже попадать в основной состав, и в 2010 году был отдан в аренду в клуб Второй Бундеслиги «Карлсруэ», за который сыграл 13 матчей.
Летом 2010 года незадолго до окончания трансферного окна Матип присоединился к клубу «Ингольштадт 04».

## Карьера в сборной
Матип выступал за молодёжную сборную Германии на Чемпионате мира 2005 и Чемпионате Европы 2006.
В 2007 году Матип выразил желание выступать за сборную Камеруна, откуда родом его отец. Марвин был вызван на сбор команды, однако из-за проблем с оформлением документов его дебют за национальную сборную был отложен и состоялся только 2 июня 2013 года в товарищеском матче со сборной Украины.

## Личная жизнь
У Марвина есть младший брат, Жоэль, выступающий за «Ливерпуль» и сборную Камеруна.
Двоюродный брат Марвина и Жоэля — бывший нападающий сборной Камеруна Жозеф-Дезире Жоб.